# Gare de Saint-Pétersbourg-Finlande
La gare de Saint-Pétersbourg-Finlande dite gare de Finlande (en russe : Финляндский вокзал) est l'une des cinq grandes gares ferroviaires de Saint-Pétersbourg en Russie.

## Situation ferroviaire

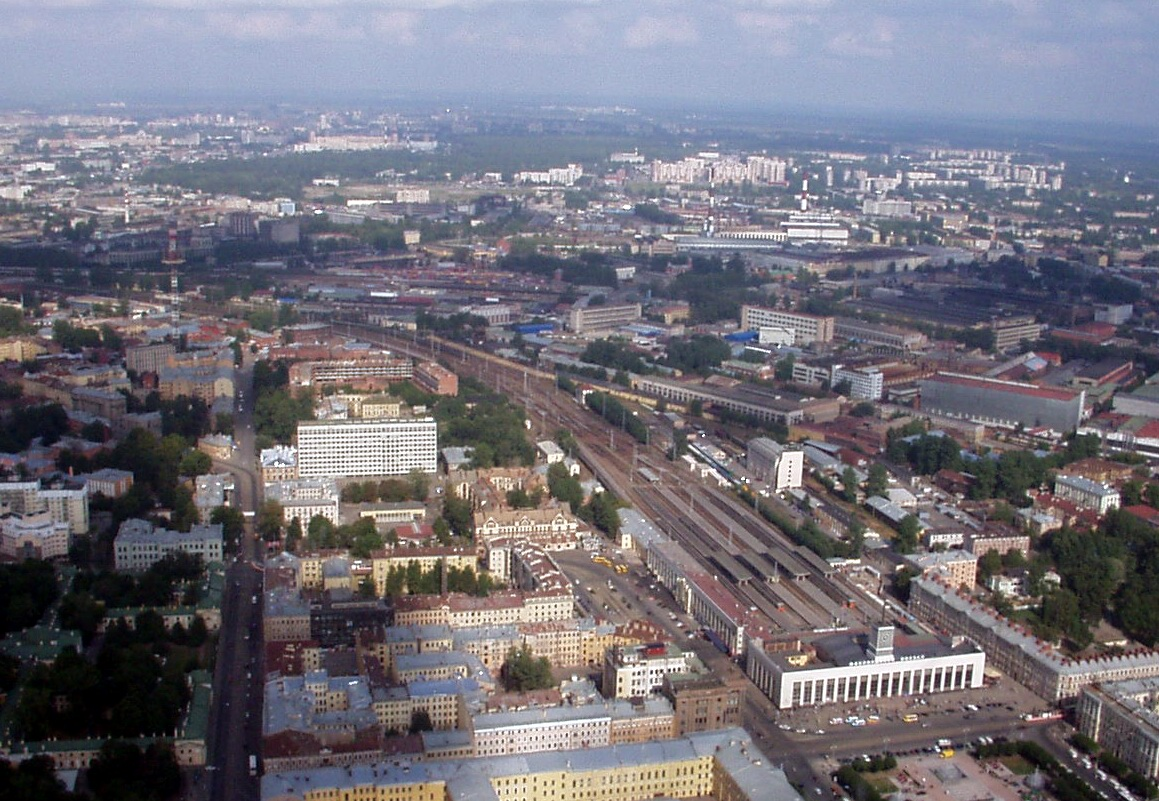
Vue d'ensemble de la gare.

## Histoire
Lénine arriva par cette gare de l'étranger, après avoir traversé l'Allemagne, la Suède et la Finlande en wagon plombé, le 3 avril 1917 pour participer à la Révolution russe. C'était alors une gare construite entre 1862 et 1870. La gare actuelle a été achevée en 1960 et construite par les architectes Achastine, Baranov et Loukine et l'ingénieur Rybine. Depuis le 12 décembre 2010, la gare de Finlande constitue le départ ou le terminus du train Allegro à destination ou en provenance de la gare centrale d'Helsinki.
Une statue de Lénine se trouve devant la gare.